# جون الكسندر ماكدونالد (سياسي)
جون الكسندر ماكدونالد (بالإنجليزية: John Alexander Macdonald)‏ هو سياسي كندي، ولد في 3 يناير 1883، وتوفي في 11 يونيو 1945. انتخب عضو مجلس الشيوخ الكندي وانتخب عضو مجلس العموم الكندي.